# Édouard Mortier

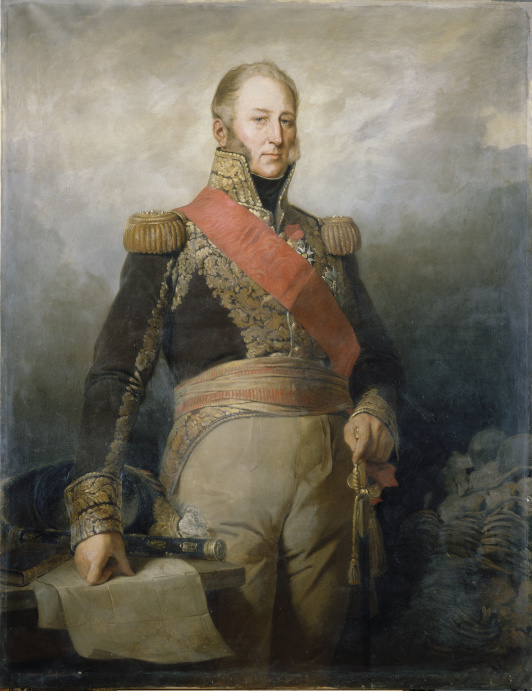
Édouard Adolphe Casimir Joseph Mortier

Édouard Adolphe Casimir Joseph Mortier, als duc de l'Empire 1e hertog van Treviso (Le Cateau-Cambrésis, 13 februari 1768 - Parijs, 28 juli 1835), was een Frans militair, politicus en maarschalk van Frankrijk.

## Jonge jaren
Mortier werd geboren in Le Cateau-Cambrésis. Hij nam dienst in het Franse leger in 1791 als een sub-luitenant. In de militaire campagnes van 1792-1793 diende hij aan de noordelijke grens van Frankrijk, in de Lage Landen en aan de Maas en de Rijn. In de Tweede Coalitieoorlog van 1799 werd hij gepromoveerd tot brigade- en daarna divisiegeneraal. Mortiers verdiensten bij de verovering van Hannover brachten Napoleon zover dat hij Mortier al in 1804 tot maarschalk van Frankrijk benoemde.

## Onder Napoleon
Mortier was bevelhebber van een legerkorps tijdens de militaire campagne naar Ulm. Hij onderscheidde zich in het bijzonder tijdens de Slag bij Dürrenstein. In 1806 was hij weer terug in Hannover, en in 1807 nam hij deel aan de militaire campagne die leidde tot de Slag bij Friedland.
In 1808 kreeg Mortier van Napoleon de titel hertog van Treviso. Niet lang daarna kreeg hij wederom het bevel over een legerkorps, ditmaal in de campagne onder Napoleon om Madrid terug te veroveren. Mortier bleef in Spanje, waar hij de Slag bij Ocaña winnend afsloot. In 1812-1813 had hij het bevel over de Jonge Garde, en in de defensieve campagne van 1814 behaalde hij relatieve successen met de achterhoede. In 1815, tijdens de Honderd Dagen, diende hij weer onder Napoleon, maar kon niet aanwezig zijn tijdens de Slag bij Waterloo door ischias.

## Na Napoleon
Nadat Napoleon naar Sint-Helena was verbannen en definitief verslagen was, was hij tijdelijk in onmin geraakt bij de nieuwe (of eigenlijk oude) elite. In 1819 werden zijn titels weer in ere hersteld. In 1825 ontving hij zelfs de Orde van de Heilige Geest, de hoogste in het koninkrijk. In 1830-1831 werd hij benoemd als ambassadeur voor Frankrijk in Sint-Petersburg en in 1834-1835 minister van Oorlog en premier.
In dat laatste jaar werd Mortier samen met 11 anderen gedood door een bomaanslag op het leven van de koning.
Louis Alexandre Berthier · Joachim Murat · Bon Adrien Jeannot de Moncey · Jean-Baptiste Jourdan · André Masséna · Pierre François Charles Augereau · Jean-Baptiste Bernadotte · Guillaume Brune · Nicolas Jean-de-Dieu Soult · Jean Lannes · Édouard Adolphe Casimir Joseph Mortier · Michel Ney · Louis Nicolas Davout · Jean-Baptiste Bessières · François Christophe Kellermann · François Joseph Lefebvre · Dominique-Catherine de Pérignon · Jean-Mathieu-Philibert Sérurier · Claude Victor-Perrin · Étienne Jacques Joseph Macdonald · Nicolas Charles Oudinot · Auguste de Marmont · Louis Gabriel Suchet · Laurent de Gouvion Saint-Cyr · Józef Poniatowski · Emmanuel de Grouchy
- Bibliothèque nationale de France: cb10141329z (data)
- Gemeinsame Normdatei: 116935227
- International Standard Name Identifier: 0000 0000 1386 7376
- Library of Congress Control Number: no2016148228
- Base Léonore: C/0/41
- Nationale Bibliotheek van Polen: a0000002600096
- Nederlandse Thesaurus van Auteursnamen: 309549272
- SNAC: w6xd1zr5
- Système universitaire de documentation: 09040114X
- Virtual International Authority File: 39365433
- WorldCat: E39PBJrRhGDFWkgfKKdRgrRtKd